# ووردینگتن (آیووا)
ووردینگتن (به انگلیسی: Worthington) شهری در ایالت آیووا کشور ایالات متحده آمریکا است که جمعیت آن در سرشماری سال ۲۰۱۰ میلادی، ۴۰۱ نفر بوده‌است.